# فرنك سويسري
الفرنك (علامته: Fr. أو SFr.؛ (بالألمانية: Franken) و(بالفرنسية: franc)‏ و(بالإيطالية: franco)‏ و (بالرومانشية: franc) ورمزه:CHF) هو العملة القانونية في سويسرا وليختنشتاين وأيضًا في مكتنف كامبيوني ديتاليا الإيطالي. على الرغم من أنه ليس سلعة قانونية رسمية في مكتنف بوزنغن الألماني (العملة القانونية الوحيدة هي اليورو)، إلا أنه يستخدم يوميًا على نطاق واسع. يصدر المصرف الوطني السويسري الأوراق النقدية بينما دار الصك السويسرية تصدر العملات المعدنية.
الفرنك السويسري هو الإصدار الوحيد من الفرنك الذي لا يزال يصدر في أوروبا. الفئة الأصغر هي واحد في المائة من الفرنك وهي الرابن (Rp.) باللغة الألمانية وسنتيم (c.) باللغة الفرنسية وسنتيسيمو (ct.) باللغة الإيطالية وراب (rp.) بالرومانشية. الرمز الأيزو المستخدم من قبل المصارف والمؤسسات المالية هو CHF على الرغم من أن "Fr." يستخدم من قبل معظم الشركات والمعلنين. يستخدم البعض SFr.؛ تأتي "CH" من (باللاتينية: Confoederatio Helvetica) كونفيدراتيو هلفتيكا. نظرًا لاستخدام أربع لغات في البلاد، تستخدم اللاتينية كلغة محايدة للنقش على النقود.

## التاريخ

### ما قبل الجمهورية الهلفيتيكية
قبل 1798، كان هناك حوالي 75 كيان صانع للقطع النقدية في سويسرا، بما في ذلك 25 كانتون ونصف كانتون و 16 مدينة ودير مما أدى إلى وجود حوالي 860 قطعة نقدية مختلفة في التداول بقيم مختلفة وأنظمة نقدية متباينة. شملت العملات السويسرية المحلية ثالر بازل وثالر برن وغولدن فريبورغ وثالر جنيف وجنيفواز جنيف وغولدن لوزيرن وغولدن نويشاتيل وثالر سانت غالن وغولدن شفيتس وثالر سولوتورن وثالر فاليه وثالر زيوريخ.

### فرنك الجمهورية الهلفيتيكية (1798-1803)
في عام 1798، قدمت الجمهورية الهلفتيكية عملة على أساس ثالر برن والذي ينقسم إلى 10 باتزن أو 100 رابن. كان الفرنك السويسري يساوي 6¾ غرامًا من الفضة الخالصة أو 1½ فرنك فرنسي.
صدر هذا الفرنك حتى نهاية الجمهورية الهلفتيكية في عام 1803، ولكنه كان بمثابة نموذج للعملات في عدة كانتونات خلال إعادة تشكيل الاتحاد السويسري. من هذه العملات: فرنك آرغاو وفرنك أبنزل وفرنك بازل وفرنك برن وفرنك فريبورغ وفرنك جنيف وفرنك جلاروس وفرنك غراوبوندن وفرنك لوزيرن وفرنك سانت غالن وفرنك شافهاوزن وفرنك شفيتس وفرنك سولوتورن وفرنك ثورجاو وفرنك تيسينو وفرنك أنترفالدن وفرنك أوري وفرنك فاود وفرنك زيوريخ.

### فرنك الاتحاد السويسري 1850
على الرغم من إصدار 22 كانتون ونصف كانتون قطعها النقدية بين 1803 و 1850 إلا أن أقل من 15% من الأموال المتداولة في سويسرا في عام 1850 كانت تنتج محليا، بينما أتت البقية من مصادر أجنبية جلبها المرتزقة معهم. بالإضافة إلى ذلك، بدأت بعض المصارف الخاصة أيضًا في إصدار أولى الأوراق النقدية حيث ظهرت حوالي 8000 قطعة نقدية مختلفة في التداول في ذلك الوقت، مما جعل النظام النقدي معقدًا للغاية.
من أجل حل هذه المشكلة، نص الدستور الفدرالي السويسري الجديد لعام 1848 على أن الحكومة الاتحادية هي الكيان الوحيد المخول بصك النقود في سويسرا. أعقب هذا بعامين قانون العملة الاتحادي الأول والصادر عن الجمعية الاتحادية في 7 مايو 1850، والذي قدم الفرنك كوحدة نقدية في سويسرا. كان الفرنك على قدم المساواة مع الفرنك الفرنسي. استبدل الفرنك السويسري الجديد كافة عملات الكانتونات السويسرية، والتي استخدم بعضها الفرنك (مقسمًا إلى 10 باتزن و 100 رابن) والذي تبلغ قيمته 1½ فرنك فرنسي.
في عام 1865، شكلت فرنسا وبلجيكا وإيطاليا وسويسرا الاتحاد النقدي اللاتيني، حيث اتفقت على تحديد قيمة عملاتها الوطنية في مستوى 4.5 غرامًا من الفضة أو 0.290322 غرامًا من الذهب. بقي الفرنك السويسري حتى بعد تلاشي الوحدة النقدية في عشرينيات القرن الماضي وانتهائها رسميًا في عام 1927 على هذا المعيار حتى عام 1936، عندما عانى من تراجع قيمته يوم 27 سبتمبر خلال فترة الكساد الكبير. انخفضت قيمة العملة بنسبة 30% بعد تخفيض قيمة الجنيه البريطاني والدولار الأمريكي والفرنك الفرنسي. في عام 1945، انضمت سويسرا إلى نظام بريتون وودز وربطت الفرنك بالدولار الأميركي بمعدل 1 دولار = 4.30521 فرنك سويسري (أي 1 فرنك = 0.206418 غرام من الذهب). تم تغيير هذا إلى 1 دولار = 4.375 فرنك (1 فرنك = 0.203125 غرام من الذهب) في عام 1949.
بين منتصف عام 2003 ومنتصف عام 2006، كان سعر صرف الفرنك مع اليورو مستقرًا عند قيمة بحوالي 1.55 فرنك سويسري في مقابل اليورو الواحد، بحيث ارتفعت قيمة الفرنك السويسري وانخفضت مع اليورو مقابل الدولار والعملات الأخرى. في مارس 2008، صعد الفرنك السويسري فوق الدولار الأمريكي للمرة الأولى.
تاريخيًا يعتبر الفرنك السويسري ملاذًا آمنًا حيث معدل التضخم يقارب الصفر، وبشرط قانوني أن يدعم العملة حد أدنى من 40% من احتياطي الذهب. مع ذلك، فإن الربط بالذهب والذي يعود بتاريخه إلى العشرينات من القرن الماضي قد ألغي في 1 مايو 2000 عقب استفتاء عام. بحلول مارس 2005، وبعد تنفيذ برنامج بيع الذهب، امتلك المصرف الوطني السويسري 1290 طنًا من احتياطي الذهب أي ما يعادل 20% من أصوله.

#### ارتفاع القيمة في 2011
في مارس 2011، صعدت قيمة الفرنك متجاوزة حاجز 1.10 دولار أمريكي (0.91 فرنك سويسري لكل دولار أمريكي). وفي يونيو 2011 تجاوز الفرنك 1.20 دولار أمريكي (0.833 فرنك سويسري لكل دولار أمريكي) حيث سعى المستثمرون للأمان وسط استمرار أزمة الديون السيادية اليونانية. دفع استمرار الأزمة نفسها في أوروبا وأزمة الديون في الولايات المتحدة بالفرنك السويسري فوق 1.30 دولار أمريكي (0.769 فرنك سويسري لكل دولار أمريكي) في أغسطس 2011، مما دفع البنك الوطني السويسري لتعزيز سيولة الفرنك في محاولة للتصدي ل«المغالاة الواسعة». جادلت الإيكونومست بأن مؤشر بيج ماك في يوليو 2011 أشار إلى مغالاة بنحو 98% مقارنة بالدولار وأن الشركات السويسرية نشرت تحذيرات للأرباح وهددت بنقل عملياتها إلى خارج البلاد بسبب قوة الفرنك. كان الطلب على الفرنك والأصول المقومة بالفرنك قويًا لدرجة أن أصبحت أسعار الفائدة السويسرية الاسمية قصيرة الأجل سلبية.
في 6 سبتمبر 2011 حددت مجموعة البنك المركزي السويسري سعر صرف الحد الأدنى عند 1.20 فرنك لليورو قائلة بأن «قيمة الفرنك تشكل تهديدًا للاقتصاد»،  وأنها «على استعداد لشراء العملات الأجنبية بكميات غير محدودة.»  ردًا على ذلك التصريح انخفض الفرنك مقابل اليورو إلى 1.22 فرنك من 1.12 فرنك  وفقد 9% مقابل الدولار الأمريكي خلال خمس عشرة دقيقة. فاجأ التدخل تجار العملة حيث اعتبر الفرنك منذ فترة طويلة ملاذًا آمنًا.
انخفض الفرنك 8.8% مقابل اليورو و 9.5% مقابل الدولار وما لا يقل عن 8.2% مقابل 16 من أكثر العملات نشاطًا في يوم من الإعلان. كان أكبر انخفاض في قيمة الفرنك مقابل اليورو من أي وقت مضى. حدد البنك المركزي السويسري سابقًا هدفًا أعلى لسعر الصرف في عام 1978 وحافظ عليه على الرغم من أن ذلك على حساب ارتفاع معدلات التضخم.

## القطع المعدنية

### الجمهورية الهلفتيكية

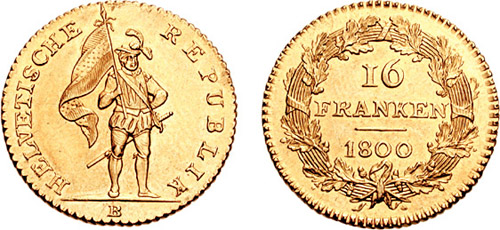
16 فرنك ذهبي من الجمهورية الهلفتيكية 1800.

بين عامي 1798 و1803، صدرت المسكوكات المعدنية من فئات 1 رابن و½ باتزن و1 باتزن. كما صدرت قطع فضية من فئات 10 و20 و40 باتزن وصدرت أيضًا قطعة معدنية من فئة 4 فرنك والتي تعادل 40 باتزن. هناك أيضًا قطع نقدية ذهبية من فئتي 16 و32 فرنك من عام 1800.

### الاتحاد السويسري
في عام 1850، تم إدخال العملات المعدنية من فئة 1 و 2 و 5 و 10 و 20 رابن و ½ و 1 و 2 و 5 فرنك حيث 1 و 2 رابن برونزية و 5 و 10 و 20 رابن بيلون وفئات الفرنك 0.900 من الفضة. بين 1860 و 1863، استخدم 0.800 فضة قبل اعتماد الكمية القياسية المستخدمة في فرنسا عند 0.835 فضة لجميع القطع الفضية عدا 5 فرنك (التي ظلت عند 0.900) في عام 1875. في عام 1879، تم استبدال البيلون بخليط نيكل نحاس لكل من 5 و 10 رابن ونيكل لفئة 20 رابن.
لم يحصل خلال الحربين العالميتين إلا تأثير صغير على العملة السويسرية حيث صدرت نقود من النحاس والزنك مؤقتًا. في عام 1931، تم تخفيض حجم عملة 5 فرنك من 25 إلى 15 غرامًا ومحتوى الفضة إلى 0.835. في السنة التالية، استبدل خليط النيكل نحاس بالنيكل في فئات 5 و 10 رابن.
في أواخر الستينات، وبسبب الارتباط بتخفيض قيمة الدولار الأمريكي، ارتفعت أسعار السلع المتداولة دوليًا. هكذا تجاوزت قيمة القطعة النقدية الفضية المادية قيمتها النقدية، وأرسلت العديد منها للصهر خارجًا، مما دفع الحكومة الاتحادية لاعتبار هذه الممارسة غير قانونية. كان القانون قليل التأثير وهدأت تلك الظاهرة فقط عندما تجاوزت قيمة الفرنك النقدية قيمتها المادية.
ظلت العملة من فئة 1 رابن قيد الإنتاج حتى عام 2006، وإن كان إنتاجها متناقصًا عبر السنين، وذلك لأنها لم تلعب أي دور كبير في الاقتصاد النقدي في الربع الأخير من القرن العشرين (حوالي 1975-2000). يمكن للأفراد والجماعات التي تبرر استخدام فئة 1 رابن الحصول عليها بقيمتها الاسمية، أما أي مستخدم آخر (مثل جامعي العملات) فيجب أن يدفعوا 4 رابن إضافية لتغطية تكاليف الإنتاج حيث تجاوزت قيمة الإنتاج القيمة الاسمية للعملة لسنوات عديدة. وصلت العملة إلى حالة من عدم الاستخدام في أواخر السبعينات وأوائل الثمانينات ولكنها لم تسحب رسميًا من التداول وتعلن أنها لم تعد عملة قانونية حتى 1 يناير 2007. أما فئة 2 رابن التي كانت في طيات النسيان لسنين عديدة ولم تسك منذ 1974، فقد سحبت من التداول في 1 يناير 1978.

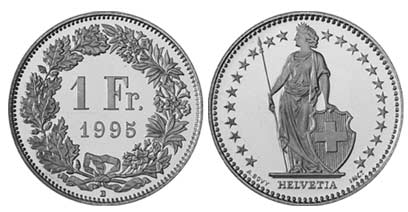
1 فرنك سويسري 1995

تغيرت تصاميم القطع النقدية قليلًا جدًا منذ عام 1879. من بين التغييرات الملحوظة التصاميم الجديدة لفئة 5 فرنك في عام 1888 و1922 و1924 (ضئيل) و1931 (معظمه تصغير حجم العملة). يستخدم التصميم الجديد للعملات البرونزية منذ عام 1948. تم تعديل القطع النقدية التي تصور حلقة من النجوم مثل (عملة 1 فرنك في الصورة) من 22 إلى 23 نجمة في عام 1983، حيث تمثل النجوم الكانتونات السويسرية وتم تحديثها لتمثل توسع الاتحاد السويسري عام 1979 عندما انفصلت جورا من كانتون برن لتصبح الكانتون 23.

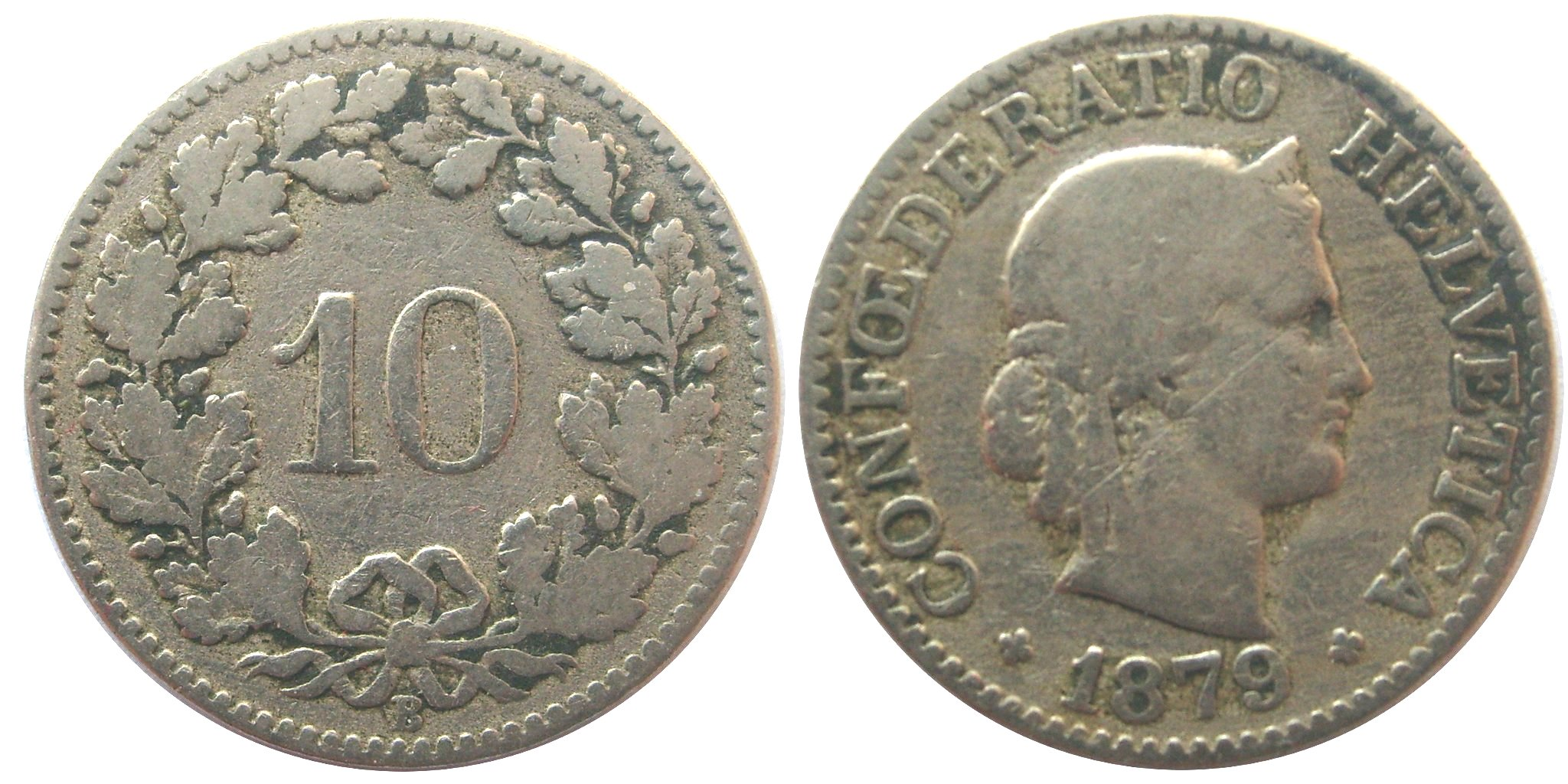
10 رابن 1879

تمتلك القطعة المعدنية من فئة 10 رابن التركيب ذاته منذ 1879 (ما عدا السنوات 1918-1919 و 1932-1939) والحجم والتصميم وما زالت عملة قانونية ومتداولة.
جميع القطع النقدية السويسرية ذات لغة محايدة (على الأقل فيما يتعلق باللغات الأربع الوطنية في سويسرا) وتضم الأرقام فقط واختصار "Fr." عن الفرنك والعبارات اللاتينية «هلفتيا» و«كونفيدراتيو هلفتيكا» (وفقًا للفئة النقدية) أو نقش «ليبرتاس» (إلهة الحرية الرومانية) على القطع النقدية الصغيرة. يظهر اسم الفنان على القطع المعدنية مع هلفتيا والراعي المنتصبين.
بالإضافة إلى هذه العملات المتداولة، صدرت سلسلة من العملات التذكارية والفضية والذهبية. لا تعد هذه النقود عملات قانونية، ولكن يمكن استبدالها بالقيمة الإسمية في مكاتب البريد وفي البنوك الوطنية والكانتونات. قيمة تلك القطع المادية أو قيمتها لجامعي العملات تساوي أو تتجاوز قيمتها الاسمية.
| لمحة عامة عن القطع المعدنية السويسرية الحالية | لمحة عامة عن القطع المعدنية السويسرية الحالية | لمحة عامة عن القطع المعدنية السويسرية الحالية | لمحة عامة عن القطع المعدنية السويسرية الحالية | لمحة عامة عن القطع المعدنية السويسرية الحالية | لمحة عامة عن القطع المعدنية السويسرية الحالية              |
| القيمة                                        | القطر (مم)                                    | السماكة (مم)                                  | الوزن (غ)                                     | التركيب                                       | ملاحظات                                                    |
| --------------------------------------------- | --------------------------------------------- | --------------------------------------------- | --------------------------------------------- | --------------------------------------------- | ---------------------------------------------------------- |
| 5 رابن                                        | 17.15                                         | 1.25                                          | 1.8                                           | ألمنيوم برونز                                 | صنعت من نحاس نيكل أو نيكل صاف حتى 1980                     |
| 10 رابن                                       | 19.15                                         | 1.45                                          | 3                                             | نحاس نيكل                                     | تسك بشكلها الحالي منذ 1879                                 |
| 20 رابن                                       | 21.05                                         | 1.65                                          | 4                                             | نحاس نيكل                                     |                                                            |
| ½ فرنك (50 رابن)                              | 18.20                                         | 1.25                                          | 2.2                                           | نحاس نيكل                                     | فضية حتى عام 1967                                          |
| 1 فرنك                                        | 23.20                                         | 1.55                                          | 4.4                                           | نحاس نيكل                                     | فضية حتى عام 1967                                          |
| 2 فرنك                                        | 27.40                                         | 2.15                                          | 8.8                                           | نحاس نيكل                                     | فضية حتى عام 1967                                          |
| 5 فرنكات                                      | 31.45                                         | 2.35                                          | 13.2                                          | نحاس نيكل                                     | فضية حتى عام 1967 وفي 1969، كما كانت بوزن 25غ حتى عام 1930 |

## الفئات الورقية

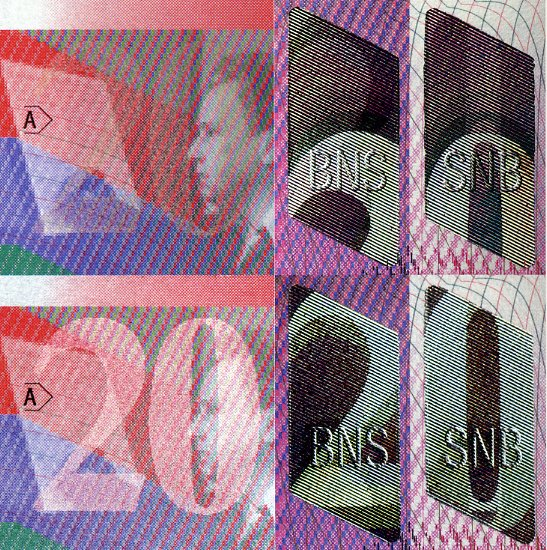
بعض ميزات الأمان في فئة 20 فرنك.

في عام 1907، انتقلت سلطة إصدار الأوراق الورقية إلى المصرف الوطني السويسري من الكانتونات والمصارف المختلفة. أصدر البنك أوراقًا من فئات 50 و 100 و 500 و 1000 فرنك. أدخلت فئة 20 فرنك في عام 1911 وتلتها 5 فرنك في عام 1913. في عام 1914، أصدرت وزارة الخزانة الاتحادية النقود الورقية من فئة 5 و 10 و 20 فرنك. صدرت هذه الفئات بثلاثة إصدارات مختلفة: بالفرنسية والألمانية والإيطالية. أصدر مصرف دين الدولة أوراقًا من فئة 25 فرنك ذاك العام. في عام 1952، لم يعد البنك الوطني يصدر الأوراق النقدية من فئة 5 فرنك ولكنه أصدر 10 فرنك في عام 1955. في عام 1996، أدخلت فئة 200 فرنك بينما توقف إصدار 500 فرنك.
طبعت ثمانية سلاسل من الأوراق النقدية من قبل البنك الوطني، ستة منها للتدوال من قبل عامة الناس. صدرت السلسلة السادسة في عام 1976 وصممها إرنست وأرسولا هيشتاند وتحمل صور أعلام من بين العلماء. سحبت هذه الأوراق من السوق واستبدلت وسوف تفقد أي قيمة في 1 مايو 2020. ظلت كميات كبيرة من هذه السلسلة في عام 2010 قيد الاستخدام دون استبدال، على الرغم من أنها ليست عملة قانونية لأكثر من 10 أعوام، على سبيل المثال، فإن قيمة الأوراق النقدية من فئة 500 فرنك في التداول تمثل 129.9 مليون فرنك سويسري.
طبعت السلسلة السابعة في عام 1984، لكنها بقيت «سلسلة احتياطية» جاهزة للاستخدام في حال حدث - على سبيل المثال - التزوير الواسع للسلسلة الحالية. عندما قرر المصرف الوطني السويسري تطوير خصائص أمنية جديدة للتخلي عن مفهوم السلسلة الاحتياطية، صدرت تفاصيل هذه السلسلة السابعة ودمرت الأوراق المطبوعة.
أما السلسلة الثامنة فقد صممها يورغ تسنتسماير حول موضوع الفنون وصدرت ابتداء من عام 1995. بالإضافة إلى التصميم الجديد، فإن السلسلة الجديدة مختلفة عن سابقتها لعدة أسباب. ربما كان أهمها الفروق من الناحية العملية حيث استبدلت فئة 500 فرنك نادرة الاستخدام بفئة 200 فرنك؛ أثبتت الفئة الجديدة بالفعل نجاحها مقارنة بفئة 500 فرنك. حافظت السلسلة الجديدة على قاعدة الألوان ذاتها في السلسلة السابقة إلا أنه تم تغيير ورقة 20 فرنك من الأزرق إلى الأحمر لمنع الخلط المتكرر مع ورقة 100 فرنك كما تم تغيير فئة 10 فرنك من الأحمر إلى الأصفر. تم تغيير حجم الأوراق أيضًا، حيث كل الأوراق من السلسلة الثامنة تمتلك الارتفاع ذاته (74 مم)، في حين تم تغيير العرض ليتزايد مع قيمة الورقة النقدية. تحتوي السلسلة الجديدة على العديد من ميزات الأمان؛  تم شرح العديد منها (ولكن ليس كل الميزات) والإعلان عنها على نطاق واسع، على النقيض من السلسلة السابقة التي تم الاحتفاظ بميزاتها سرًا.
| السلسلة الثامنة من الأوراق النقدية السويسرية | السلسلة الثامنة من الأوراق النقدية السويسرية | السلسلة الثامنة من الأوراق النقدية السويسرية | السلسلة الثامنة من الأوراق النقدية السويسرية | السلسلة الثامنة من الأوراق النقدية السويسرية | السلسلة الثامنة من الأوراق النقدية السويسرية | السلسلة الثامنة من الأوراق النقدية السويسرية | السلسلة الثامنة من الأوراق النقدية السويسرية   |
| الصورة                                       | الصورة                                       | القيمة                                       | الأبعاد                                      | اللون الرئيسي                                | الوجه الخلفي                                 | تاريخ الإصدار                                | ملاحظات                                        |
| الوجه الأمامي                                | الوجه الخلفي                                 | القيمة                                       | الأبعاد                                      | اللون الرئيسي                                | الوجه الخلفي                                 | تاريخ الإصدار                                | ملاحظات                                        |
| -------------------------------------------- | -------------------------------------------- | -------------------------------------------- | -------------------------------------------- | -------------------------------------------- | -------------------------------------------- | -------------------------------------------- | ---------------------------------------------- |
|                                              |                                              | 10 فرنكات                                    | 126 × 74 مم                                  | أصفر                                         | لو كوربوزييه                                 | 8 أبريل 1997                                 |                                                |
|                                              |                                              | 20 فرنك                                      | 137 × 74 مم                                  | أحمر                                         | آرثر هونيغر                                  | 1 أكتوبر 1996                                |                                                |
|                                              |                                              | 50 فرنك                                      | 148 × 74 مم                                  | أخضر                                         | صوفي تويبر آرب                               | 3 أكتوبر 1995                                |                                                |
|                                              |                                              | 100 فرنك                                     | 159 × 74 مم                                  | أزرق                                         | ألبيرتو جاكومتي                              | 1 أكتوبر 1998                                |                                                |
|                                              |                                              | 200 فرنك                                     | 170 × 74 مم                                  | بني                                          | شارل فيرديناند راموز                         | 1 أكتوبر 1997                                | حلت محل فئة 500 فرنك سويسري من السلسلة السابقة |
|                                              |                                              | 1000 فرنك                                    | 181 × 74 مم                                  | أرجواني                                      | ياكوب بوركهارت                               | 1 أبريل 1998                                 |                                                |

في فبراير 2005، تم الإعلان عن مسابقة لتصميم السلسلة التاسعة، ثم تم التخطيط لإصدارها في عام 2010 حول موضوع «سويسرا مفتوحة على العالم». تم الإعلان عن النتائج في نوفمبر 2005. اختار البنك الوطني تصاميم مصممة الجرافيك السويسرية Manuela Pfrunder كأساس للسلسلة الجديدة. كانت أول فئة يتم إصدارها هي 50 فرنكًا في 12 أبريل 2016. وأعقبها 20 فرنك (17 مايو 2017)، و 10 فرنك (18 أكتوبر 2017)، و 200 فرنك (15 أغسطس 2018)، وورقة الفرنك 1000 (5 مارس 2019) وورقة الفرنك 100 (12 سبتمبر 2019). ستبقى جميع الأوراق النقدية من السلسلة الثامنة صالحة حتى إشعار آخر.
| السلسلة التاسعة والحالية من الأوراق النقدية السويسرية. | السلسلة التاسعة والحالية من الأوراق النقدية السويسرية. | السلسلة التاسعة والحالية من الأوراق النقدية السويسرية. | السلسلة التاسعة والحالية من الأوراق النقدية السويسرية. | السلسلة التاسعة والحالية من الأوراق النقدية السويسرية. | السلسلة التاسعة والحالية من الأوراق النقدية السويسرية. | السلسلة التاسعة والحالية من الأوراق النقدية السويسرية. | السلسلة التاسعة والحالية من الأوراق النقدية السويسرية. |
| الصورة                                                 | الصورة                                                 | القيمة                                                 | الأبعاد                                                | اللون الرئيسي                                          | الوجه الخلفي                                           | تاريخ الإصدار                                          | ملاحظات                                                |
| الوجه الأمامي                                          | الوجه الخلفي                                           | القيمة                                                 | الأبعاد                                                | اللون الرئيسي                                          | الوجه الخلفي                                           | تاريخ الإصدار                                          | ملاحظات                                                |
| ------------------------------------------------------ | ------------------------------------------------------ | ------------------------------------------------------ | ------------------------------------------------------ | ------------------------------------------------------ | ------------------------------------------------------ | ------------------------------------------------------ | ------------------------------------------------------ |
|                                                        |                                                        | 10 فرنكات                                              | 123 × 70 مم                                            | أصفر                                                   |                                                        | 18 أكتوبر 2017                                         |                                                        |
|                                                        |                                                        | 20 فرنك                                                | 130 × 70 مم                                            | أحمر                                                   |                                                        | 17 مايو 2017                                           |                                                        |
|                                                        |                                                        | 50 فرنك                                                | 137 × 70 مم                                            | أخضر                                                   |                                                        | 12 أبريل 2016                                          |                                                        |
|                                                        |                                                        | 100 فرنك                                               | 144 × 70 مم                                            | أزرق                                                   |                                                        | 12 سبتمبر 2019                                         |                                                        |
|                                                        |                                                        | 200 فرنك                                               | 151 × 70 مم                                            | بني                                                    |                                                        | 15 أغسطس 2018                                          |                                                        |
|                                                        |                                                        | 1000 فرنك                                              | 158 × 70 مم                                            | أرجواني                                                |                                                        | 5 مارس 2019                                            |                                                        |

## احتياطي العملات
| ع ن ت         | '95 | '96   | '97   | '98   | '99   | '00   | '01   | '02   | '03   | '04   | '05   | '06   | '07   | '08   | '09   |
| دولار أمريكي  | 59.0% | 62.1% | 65.2% | 69.3% | 70.9% | 70.5% | 70.7% | 66.5% | 65.8% | 65.9% | 66.4% | 65.7% | 64.1% | 64.1% | 62.2% |
| يورو          | |       |       |       | 17.9% | 18.8% | 19.8% | 24.2% | 25.3% | 24.9% | 24.3% | 25.2% | 26.3% | 26.4% | 27.3% |
| جنيه استرليني | 2.1% | 2.7%  | 2.6%  | 2.7%  | 2.9%  | 2.8%  | 2.7%  | 2.9%  | 2.6%  | 3.3%  | 3.6%  | 4.2%  | 4.7%  | 4.0%  | 4.3%  |
| ين ياباني     | 6.8% | 6.7%  | 5.8%  | 6.2%  | 6.4%  | 6.3%  | 5.2%  | 4.5%  | 4.1%  | 3.9%  | 3.7%  | 3.2%  | 2.9%  | 3.1%  | 3.0%  |
| مارك ألماني   | 15.8% | 14.7% | 14.5% | 13.8% |       |       |       |       |       |       |       |       |       |       |       |
| فرنك فرنسي    | 2.4% | 1.8%  | 1.4%  | 1.6%  |       |       |       |       |       |       |       |       |       |       |       |
| فرنك سويسري   | 0.3% | 0.2%  | 0.4%  | 0.3%  | 0.2%  | 0.3%  | 0.3%  | 0.4%  | 0.2%  | 0.2%  | 0.1%  | 0.2%  | 0.2%  | 0.1%  | 0.1%  |
| آخرون         | 13.6% | 11.7% | 10.2% | 6.1%  | 1.6%  | 1.4%  | 1.2%  | 1.4%  | 1.9%  | 1.8%  | 1.9%  | 1.5%  | 1.8%  | 2.2%  | 3.1%  |
|               | المصادر: 1995-1999, 2006-2009 IMF ص‌ن‌د: تشكيلة عملات احتياطيات النقد الأجنبي الرسمية Sources: 1999-2005 ECB: تراكم احتياطيات العملة الصعبة |       |       |       |       |       |       |       |       |       |       |       |       |       |       |

## وصلات خارجية
- الأوراق النقدية التاريخية والحالية في سويسرا (بالإنجليزية) (بالألمانية)

```
(بالفرنسية)
```